# Cinturão de cobre da África Central

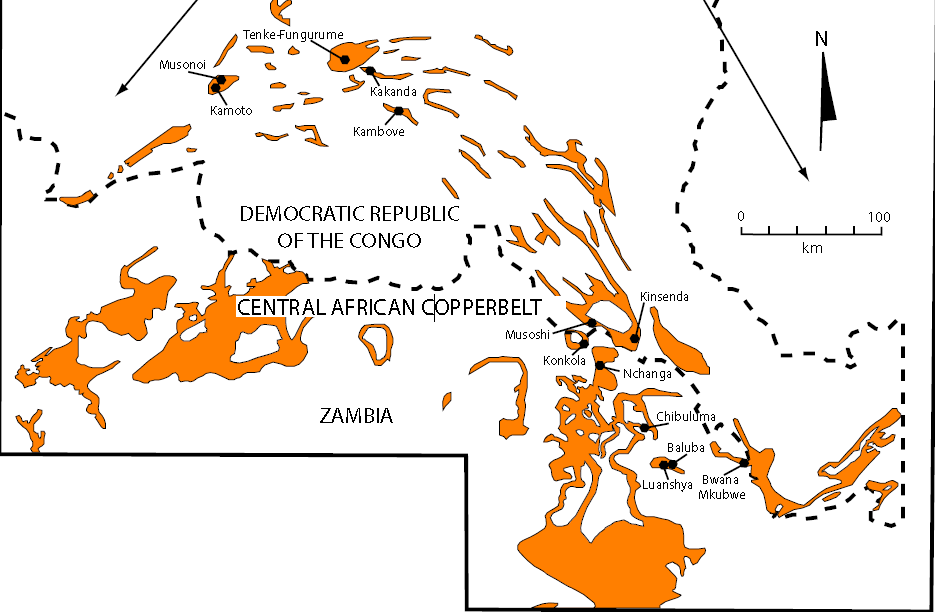
Os depósitos do cinturão de cobre da África Central.

O cinturão de cobre da África Central, também conhecido como cinturão cuprífero africano e pelo termo em inglês copperbelt, é uma região natural da África Central que concentra extensos depósitos de cobre, cobalto e outros metais, localizado na região de fronteira entre o norte da Zâmbia, o sul da República Democrática do Congo e o extremo-leste de Angola.
Tradicionalmente, o termo "cinturão de cobre da África Central" inclui as regiões mineiras da província de Copperbelt, na Zâmbia (nomeadamente as cidades de Ndola, Kitwe, Chingola, Luanshya e Mufulira), as províncias de Alto Catanga e Lualaba, no Congo-Quinxassa (nomeadamente as cidades de Lubumbashi, Coluezi e Likasi), e a província de Moxico Leste.
É a área de mineração de cobre mais importante da África e a maior área industrial da África Subsaariana fora da África do Sul. Além do cobre, também são extraídos cobalto e outros metais.

## História

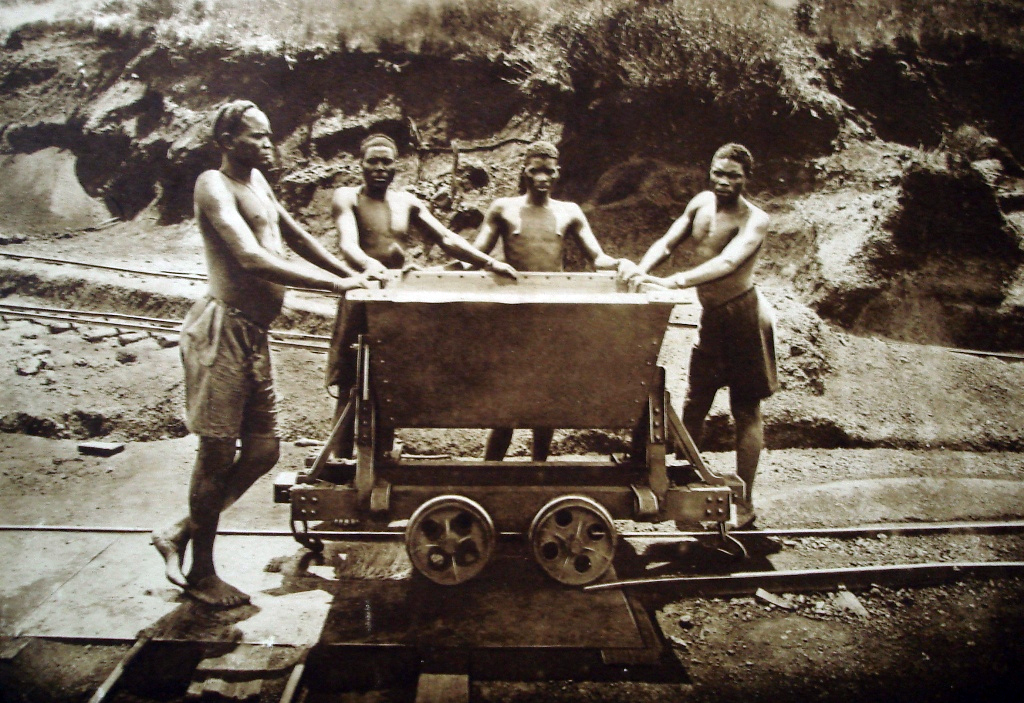
Ruandeses trabalhando no cinturão de cobre no Congo Belga, na década de 1920.

O cinturão de Cobre foi habitado por muitos grupos pré-históricos, incluindo o grupo chondue, cuja cerâmica se assemelha à dos vasos luangua encontrados hoje na região das Cataratas de Calambo.
Antes da exploração em larga escala do cobre se iniciar, os nativos utilizavam os depósitos para fabricar a chamada "Cruz Catanga", ou handa, como moeda. Este objeto era um lingote de cobre fundido na forma de uma cruz de braços iguais, utilizado como meio corrente no século XIX e no início do século XX. As handas eram feitas em vários tamanhos, normalmente com cerca de 20 centímetros. Esses lingotes em forma de X foram fundidos por latoeiros locais despejando cobre derretido em moldes de areia.
A descoberta ocidental de cobre na Zâmbia deve-se em parte ao explorador estadunidense Frederick Russell Burnham. Em 1895, ele liderou a expedição "Northern Territories (BSA) Exploration Co.", que determinou a existência de grandes depósitos de cobre na África Central. Ao longo do rio Cafue, na então Rodésia do Norte, Burnham viu muitas semelhanças com os depósitos de cobre que havia trabalhado nos Estados Unidos e encontrou nativos usando pulseiras de cobre. Em seu relatório para a Companhia Britânica da África do Sul, Burnham disse sobre a região:
| “ | Cerca de 320 quilômetros ao norte das cataratas no rio Incala e a 19 quilômetros do Cafucue (atualmente conhecido como rio Cafue), no planalto, há provavelmente um dos maiores depósitos de cobre do continente. Os nativos trabalham com esse minério há muito tempo, como pode ser visto em seus antigos depósitos de lixo, e ainda hoje trabalham. A área é muito extensa e chega até Catanga... Os nativos que habitam esta parte do país são trabalhadores qualificados, e negociaram sua mão-de-obra com todos os que lá chegam, até mesmo com os portugueses da costa oeste e os árabes do leste. Esses nativos, sendo mineiros e trabalhadores de cobre e ferro, e estando permanentemente instalados no solo, dariam o próprio elemento necessário para o desenvolvimento desses campos. A crescente oferta de cobre pode torná-lo um dos produtos mais valiosos que um país pode ter... As minas de cobre de Montana e Arizona provaram ter mais valor do que as minas de ouro, independentemente do fato do cobre ser transportado por duas mil milhas por ferrovia até o litoral, e o carvão e coque fundido inversamente transportado por centenas de milhas até as minas. No que diz respeito às dificuldades naturais, esta área pode ser alimentado a partir dos depósitos de carvão do norte do vale do Zambeze (Burnham já havia descoberto os enormes campos de carvão em Hwange), e o produto enviado para a Costa Leste [dos Estados Unidos] com menos despesas do que o produto de Montana e Arizona. | ” |

Muitos anos depois, a Companhia Britânica da África do Sul construiu cidades ao longo do rio e uma ferrovia para transportar o cobre através dos portos de Moçambique.

## Geografia

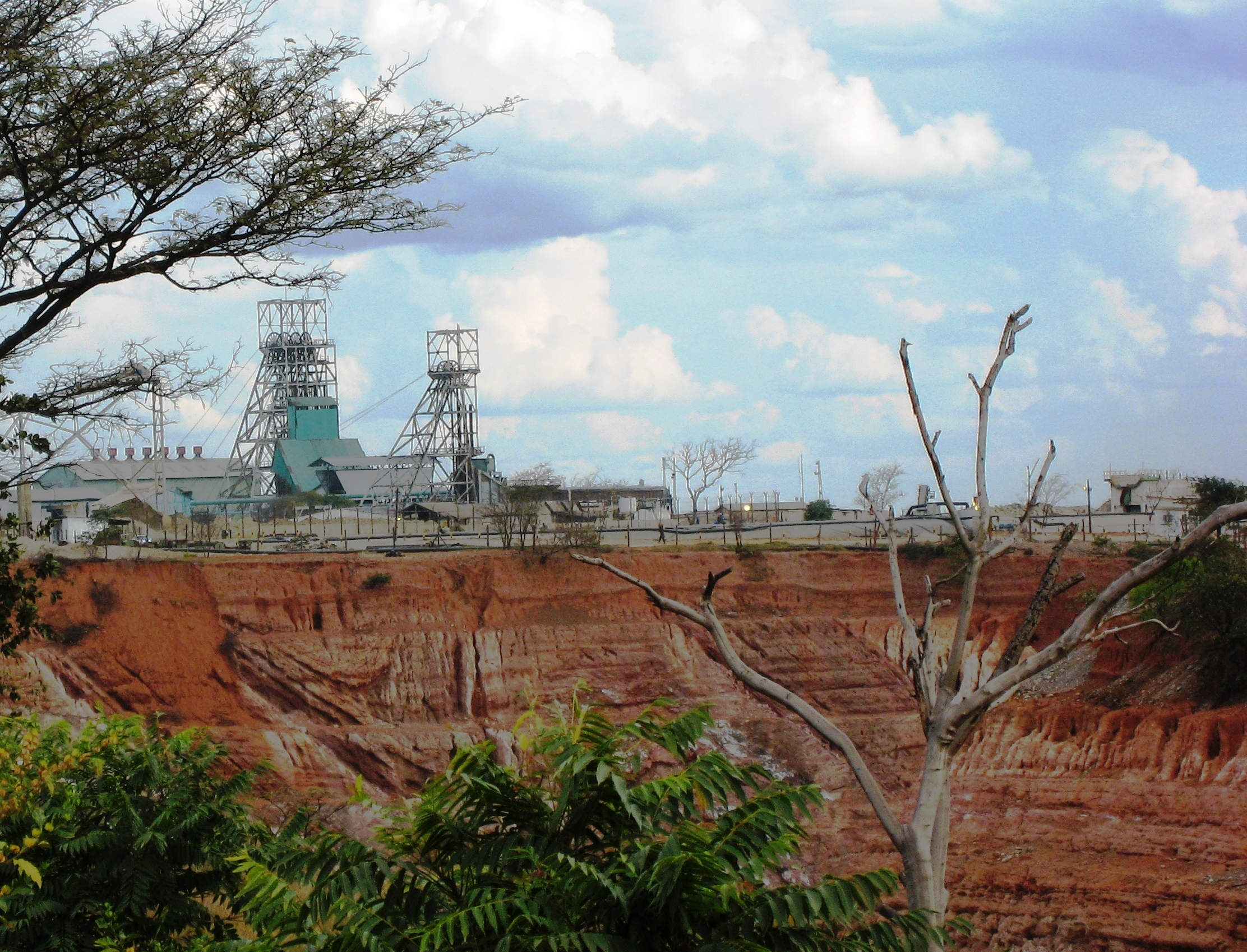
Mina Nkana, em 2007.

O cinturão de cobre da África Central é caracterizado pela ocorrência de minérios de cobre. Ele está localizado entre o extremo leste da soleira do planalto da Lunda, ao norte e centro do planalto Catanga-Chambezi e ao sudoeste da Cordilheira de Mitumba, cerca de 1200 a 1300 metros acima do nível do mar. Ele está localizado no noroeste da Zâmbia, no sudeste da República Democrática do Congo e no extremo-leste de Angola. Forma uma área com cerca de 800 quilômetros de comprimento e 250 quilômetros de largura que se estende de Luanshya, no sudeste, ao norte de Coluezi, no noroeste. A parte zambiana pertence principalmente à província de Copperbelt, enquanto que a parte quinxassa-congolesa à antiga província de Catanga e a angolana à província de Moxico Leste.
As rotas de tráfego significativas são a Ferrovia Cabo-Cairo, entre Lusaca, Lubumbashi e Tenque, que permitem ligação com Bulavaio, Harare e o porto da Beira e pelo Caminho de Ferro Tanzânia–Zâmbia com o porto de Dar es Salã, e o Caminho de Ferro de Benguela, entre Tenque e Coluezi, que permite ligação com o porto do Lobito. Já entre as rodovias, a saída principal se dá pela Rodovia Transafricana 9 (TAH 9), de ligação portuária com Beira e Lobito.

## Geologia

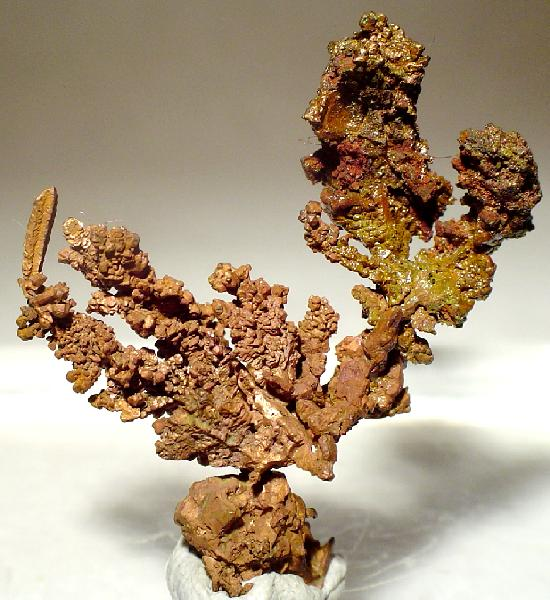
Uma bela e estética amostra de cobre arborescente com um fantástico cristal de cobre geminado com espinélio de 8 mm empoleirado na extremidade de um dos ramos. O cobre arborescente foi extraído da mina Mufulira, na província de Copperbelt, na Zâmbia, em 2010.

Os minérios de cobre são armazenados em sedimentos pré-cambrianos tardios. São horizontes de minérios de até doze metros de espessura incrustados em sequências de arenitos, conglomerados, xistos de argila betuminosa e dolomitos. Eles pertencem ao Roan (ou formação Palanca) Inferior da formação Shaba.
O cinturão de cobre faz parte do arco Lufiliano. Cerca de 880 milhões de anos atrás, começou a rachadura intracontinental, que foi acompanhada por magmatismo. Conhecidas como Supergrupo Catanga (ou Sistema Catanga), as bacias formadas por fendas aulacogênicas, não oceânicas e relativamente rasas, preenchidas com água do mar, absorveram camadas de sedimentos de 5 a 10 km de espessura. O terreno circundante e orógeno, especialmente o ainda contíguo cratão Congo-São Francisco, serviram como fontes de sedimentos.
O Supergrupo Catanga é dividido em três grupos litoestratigráficos e vários subgrupos por padrão. Os grupos correspondem às respectivas fendas, enquanto os subgrupos representam outras bacias que surgiram nas fendas. O mais baixo é o antigo grupo Roan, de 880 milhões de anos atrás (Ma), que é uma deriva continental com sedimentos fluviais e lacrustínicos. Segue-se o grupo Nguba, de 765 Ma, que era uma fenda proto-oceânica, semelhante ao triângulo de Afar/Mar Vermelho. A partir de 650 Ma, o grupo Kundelungu, que correspondia a uma lagoa epicontinental, foi depositado.
Os minérios provavelmente estavam contidos em líquidos hidrotérmicos contendo metais, que por sua vez se desenvolveram a partir de salmouras durante a formação da bacia e os processos tectônicos. Os fluidos metálicos se espalham ao longo das principais zonas de impulso e outras descontinuidades estruturais, como falhas, brechas ou cársticos. Nessas áreas, os minérios precipitam preferencialmente na forma do mineral calcopirita, cujo teor de cobre pode chegar a cerca de 34%.
Os depósitos de minério no cinturão de cobre no lado quinxassa-congolês, de aproximadamente 600 a 800 km, se desenvolveram em rochas metassedimentares ricas em carbonato de um ambiente de evaporito original com frequentes transgressões e regressões da água do mar. Litoestratigraficamente, pertencem aos três subgrupos superiores Minas (R2), Dipeta (R3) e Mwashya (R4) do grupo Roan e à camada basal do grupo Nguba. Minas importantes são Lonshi no sul, Shinkolobwe no meio e Tenque-Fungurume no norte.
No cinturão de cobre no lado da Zâmbia, que tem cerca de 160 km de comprimento e corre paralelo à área inferior do cinturão de cobre de Catanga, os depósitos de minério foram formados em camadas de sílica de uma bacia rifte, sem condições de evaporito. Litoestratigraficamente, eles estão na camada superior da formação Nkana-Mindola e na formação Ore Shale. O último forma a camada mais baixa na formação Kitwe do subgrupo Roan Inferior na série de litografias específicas da Zâmbia. Estes são estratigraficamente comparáveis com os subgrupos RAT (R1) e as Minas (R2) do grupo Roan de Catanga do cinturão de Cobre. Existem minas abundantes em torno de Luanshya no sul, Kitwe no meio e Chingola no norte.

## Na cultura popular
Doris Lessing na novela The Grass Is Singing (ou "A grama está cantando), cita que "um homem da Rodésia do Norte, que lhe disse sobre as minas de cobre e os salários maravilhosamente altos. Isso soou fantástico para Tony, que tomou o próximo trem para o cinturão de cobre...".